# Blatuša
Blatuša is een plaats in de gemeente Gvozd in de Kroatische provincie Sisak-Moslavina. De plaats telt 285 inwoners (2001).